# Inzersdorf-Getzersdorf
Inzersdorf-Getzersdorf è un comune austriaco di 1 531 abitanti nel distretto di Sankt Pölten-Land, in Bassa Austria. È stato istituito nel 1970 con la fusione dei comuni soppressi di Getzersdorf e Inzersdorf ob der Traisen; Getzersdorf era già stato accorpato a Inzersdorf ob der Traisen nel 1863, ma nel 1919 era tornato autonomo. Capoluogo comunale è Inzersdorf ob der Traisen.